# Władysław Zubkow
Władysław Wiktorowycz Zubkow, ukr. Владислав Вікторович Зубков, ros. Владислав Викторович Зубков, Władisław Wiktorowicz Zubkow (ur. 8 kwietnia 1971 w Odessie) – ukraiński piłkarz, grający na pozycji pomocnika, trener piłkarski. Jego ojciec Wiktor Zubkow i syn Rusłan Zubkow również są znanymi piłkarzami.

## Kariera piłkarska

### Kariera klubowa
Wychowanek SDJuSzOR Czornomoreć Odessa. Pierwsze trenerzy J.W. Skoryk i W.P. Miroszniczenko. W 1989 rozpoczął karierę piłkarską w miejscowym Czornomorcu, ale występował tylko w drużynie rezerw. W 1990 przeszedł do SKA Odessa, a stamtąd w 1992 do Metałurha Zaporoże. W 1993 wyjechał do Rosji, gdzie bronił barw klubów KAMAZ Nabierieżnyje Czełny, Łokomotiw Niżny Nowogród i Sokoł Saratów. W 2000 powrócił do Ukrainy, gdzie został piłkarzem Metałurha Zaporoże. Potem przeniósł się do Dnipra Dniepropetrowsk. W 2002 najpierw występował w klubie Irtysz Pawłodar, a potem powrócił do Odessy, gdzie zakończył karierę piłkarską.

## Kariera trenerska
Jeszcze będąc piłkarzem Czornomorca-2 Odessa od grudnia 2002 pełnił również funkcje trenera. Po zakończeniu kariery zawodniczej pracował w sztabie szkoleniowym Czornomorca. Przez pewien prowadził drużynę rezerw Czornomorca. W 2005 pomagał trenować juniorską reprezentację Ukrainy. W 2008 pracował w klubie Dnister Owidiopol, najpierw na stanowisku asystenta, a potem głównego trenera klubu. Latem 2009 zmienił pracę na trening dzieci w SDJuSzOR Czornomoreć Odessa. W maju 2010 ponownie objął stanowisko głównego trenera Czornomorca-2. Potem stał na czele juniorskiej drużyny Czornomorca U-17. Latem 2014 został mianowany na stanowisko głównego trenera Reału Farma Owidiopol, który w czerwcu 2015 przeniósł się do Odessy. W połowie maja 2016 za obopólna zgodą kontrakt został anulowany.